# Gazprom-Media
Gazprom-Media Holding (russisch ОАО Газпром-Медиа Холдинг/ OAO Gasprom-Media Holding) ist ein russischer Medienkonzern in der Rechtsform einer russischen Offenen Aktiengesellschaft. Das Unternehmen ist der größte russische Medienkonzern und hat seinen Sitz in Moskau. Der Umsatz des Unternehmens lag 2004 bei etwa 500 Millionen US-Dollar. Die Gruppe und ihre Medien gelten als Kreml-nah.

## Entwicklung und Struktur des Unternehmens
Das Unternehmen wurde im Januar 1998 vom Energiekonzern Gazprom gegründet und hieß bis 2007 Gazprom-Media. Im August 2005 verkaufte der Gazprom-Mutterkonzern für 166 Millionen Dollar Gazprom-Media an die Gazprombank. Deren Hauptaktionäre sind die private Altersvorsorgegesellschaft GAZFOND mit mehr als 49 % der Stammaktien, Gazprom mit über 35 % der Stammaktien und die Wneschekonombank mit mehr als 10 % der Stammaktien sowie die Russische Föderation über das Finanzministerium mit 100 % der Vorzugsaktien.
Mehr als 80 Prozent der Aktienanteile, die zur GAZFOND-Gruppe (Hauptaktionär der Gazprombank) gehören, werden jedoch treuhänderisch von der Geschlossenen Aktiengesellschaft "Lider" (russisch: ЗАО «Лидер», Д. У./engl.: CJSC Leader, D.U) verwaltet. Im Jahr 2006 wurden vom zur Bank Rossija gehörenden Versicherungskonzern Sogaz nun Aktienanteile an "Lider" in Höhe von 75 % plus 1 Aktie für einen Kaufpreis in unbekannter Höhe erworben. Als Ergebnis hiervon hatte Juri Kowaltschuk als Hauptaktionär der Bank Rossija nun entscheidenden Einfluss sowohl auf die Gazprombank als auch auf den Medienkonzern bekommen. Hinzu kommt noch, dass  Juri Schamalow, der Präsident des Pensionsfonds GAZFOND, der Sohn von Nikolaj Schamalow ist, dem zweitgrößten Anteilseigner der Bank Rossija.
Generaldirektor der Gazprom-Media Holding und Leiter der Geschäftsführung ist Dmitri Nikolajewitsch Tschernyschenko. Vorsitzender des Verwaltungsrates ist Alexej Miller. (Stand April 2015).

## Medien der Holding
Gasprom-Media ist der Mehrheitseigentümer folgender Medienunternehmen:
- Fernsehsender: NTW, TNT, das Abonnementsfernsehen NTW Plus (alle in der ganzen Russischen Föderation zu empfangen), Match TV (Sport) und weitere
- Radiosender: Echo Moskwy, Relax FM 90.8, Perwoje popularnoje radio, Radio NEXT, SITI-FM 87.9. und weitere
- Printmedien: Die Wochenzeitschrift Itogi, die Wochenzeitungen Peterburgski Tschas Pik und Tribuna, die wöchentlich erscheinende TV-Zeitschrift Sem dnej, sowie die monatlich erscheinende Frauenzeitschrift Karawan istorij
- Die Videoportale Rutube und Yappy (TikTok-Alternative)
- Soziale Netzwerke: Vkontakte
- Die Produktionsfirma NTW-Kino widmet sich im Wesentlichen der Herstellung von Fernsehfilmen und Fernseh-Serien.
- Das Kinozentrum Oktjabr in Moskau
- Der Immobilienfirma Telebasis gehört ein 570.000 Quadratmeter großes, neben dem Kinostudio Gorki gelegenes Produktionsgelände für Film- und Fernsehaufnahmen. Sie vermietet darüber hinaus Ton-Studios, Übertragungseinrichtungen, Büros und Lagerräume.